# Cornelius Appel

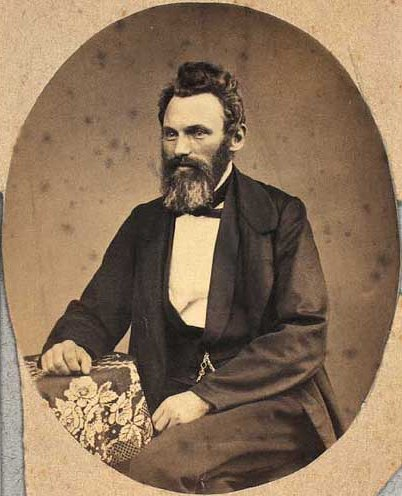
Cornelius Appel

Cornelius Appel (* 13. Mai 1821 in Aabel; † 25. März 1901 in Hjallese Sogn) war ein dänischer Lehrer und Pastor.

## Leben und Wirken

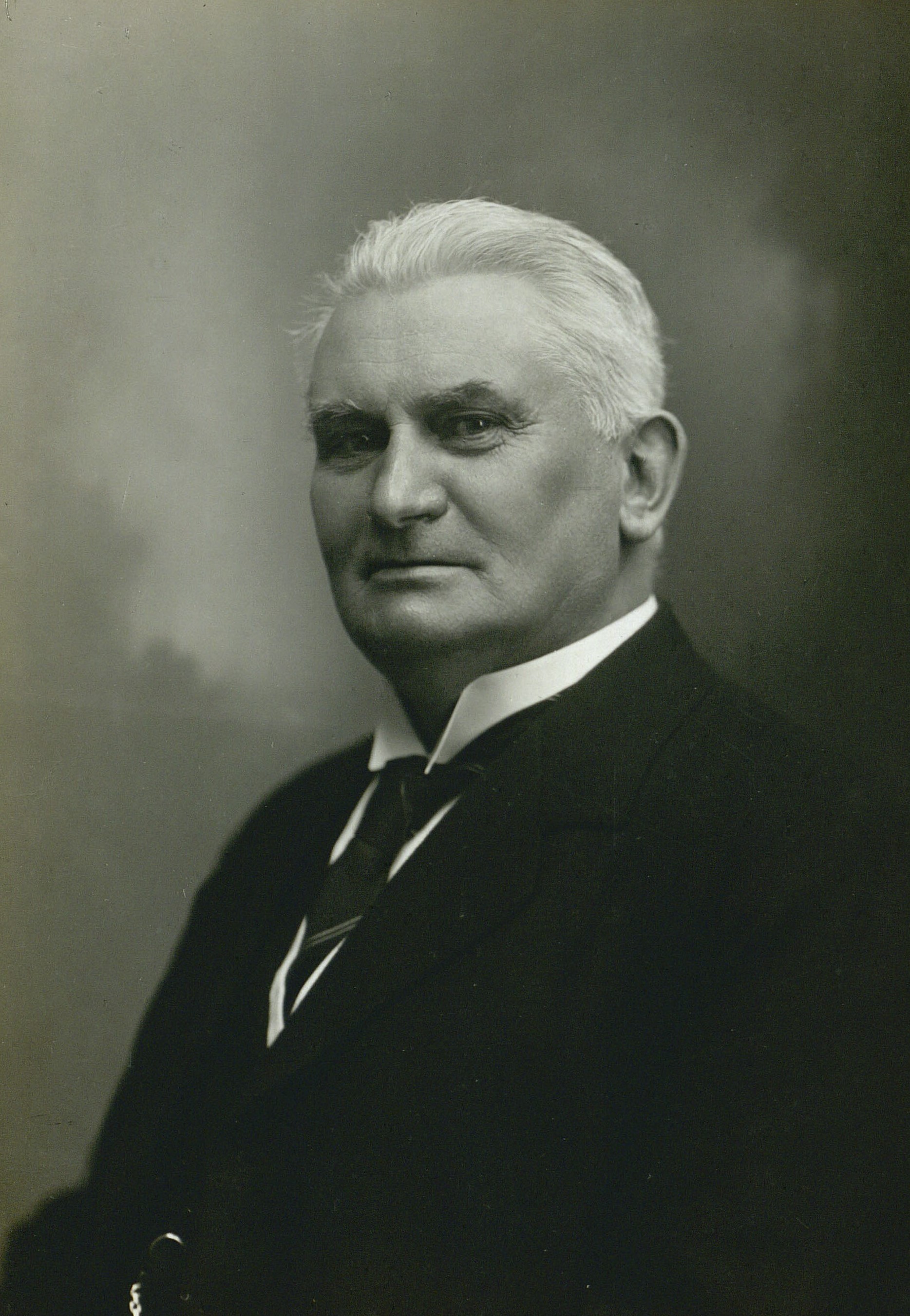
Jacob Appel

Cornelius Appel war ein Sohn des Lehrers Hans Jepsen Appel (1787–1872) und dessen Ehefrau Kirsten Marie, geborene Appel (1786–1858). Er absolvierte von 1839 bis 1841 in Langby nahe Grenaa eine Ausbildung zum Lehrer. 1842 erhielt er eine Stelle als Lehrer in Laurup, 1844 in Loit und 1837 in Bodsbüll. Während dieser Zeit beschäftigte er, der sich „pietistisch eingesperrt“ fühlte, mit den Werken Nikolai Frederik Severin Grundtvigs, die ihn sehr bewegten und die er als befreiend ansah.
1851 wechselte Appel auf eine neue Stelle in Tondern. Ab 1858 gab er am dortigen Lehrerseminar Schreibunterricht. Mehrere der Schüler, die er auch privat traf, kämpften später für Dänemark im Deutsch-Dänischen Krieg. In der Sprachpolitik folgte er zunächst der strengen Haltung Theodor August Jes Regenburgs, lockerte diese zwar unter dem Einfluss Søren Kierkegaards und Grundtvigs, hielt jedoch die ausgesprochenen Sprachreskripte für grundsätzlich sinnvoll. Gemeinsam mit weiteren Lehrern setzte er sich für diese Politik in einer Versammlung ein, die sich in Lügumkloster traf. Die Teilnehmer der Zusammenkunft galten daher auch als die „Klosterbrüder“.
Nach dem Deutsch-Dänischen Krieg wurde Appel 1864 entlassen. Er übernahm bis 1885 als Nachfolger Ludvig Schrøders die Leitung der Volkshochschule Rødding Højskole in Rødding. In seiner pädagogischen Arbeit folgte er den Konzepten Christen Kolds und zog freie Schulen dem staatlichen Schulwesen vor. Öffentliche Schulen sah er als künstlich an und lehnte deren „pädagogische Gelehrsamkeit“ ab.
Neben der pädagogischen Arbeit engagierte sich Appel in der freikirchlichen Gemeinde, in der Anhänger Nikolai Frederik Severin Grundtvigs außerhalb der Dänischen Volkskirche zusammenkamen und deren Pastor H. Sveistrup 1867 entlassen wurde. 1874 ordinierte Pastor Vilhelm Birkedal Appel zum Pastor. 
Appel erhielt ein Angebot, als Nachfolger von Hans Andersen Krüger in den Reichstag einzuziehen, lehnte dies jedoch ab. 1889 beendete er aus gesundheitlichen Gründen seine Tätigkeiten in Rødding und übergab seine Pastorenstelle an seinen ehemaligen Schüler N. Lycke. Er zog danach in eine ihm von Freunden geschenkte Wohnung auf Fünen, wo er am 25. März 1901 starb.

## Familie
Appel war verheiratet mit Anne Kjerstine Lorentzen (1829–1869). Das Ehepaar hatte sechs Kinder, darunter den Sohn Jacob Christian Lindberg Appel (1866–1931), der einer Hochschule vorstand und von 1910 bis 1913 dänischer Kultusminister und von 1920 bis 1924 Bildungsminister war. Bei seiner Schulordnung für die in Nordschleswig lebende deutschsprachige Minderheit von 1920 griff er die Ideen auf, die sein Vater mit den „Klosterbrüdern“ erarbeitet hatte.